# Campeonato Brasileiro de Clubes de Basquete Masculino de 2019
O Campeonato Brasileiro de Clubes de Basquete Masculino de 2019 foi a primeira edição do Campeonato Brasileiro de Clubes, organizado pela Confederação Brasileira de Basketball. 
Em sua temporada inaugural, o Brasileiro de Clubes da CBB foi uma terceira divisão nacional, ficando atrás do Novo Basquete Brasil e da Liga Ouro na pirâmide do basquetebol brasileiro. O Ponta Grossa foi o campeão da edição de estreia do campeonato, ao derrotar o Cravinhos por 109 a 99.

## Clubes participantes
Os clubes participantes na primeira edição foram:
| Equipe               | Cidade                | Estado |
| -------------------- | --------------------- | ------ |
| Araraquara           | Araraquara            | SP     |
| Blackstar Joinville  | Joinville             | SC     |
| Brusque              | Brusque               | SC     |
| Cravinhos            | Cravinhos             | SP     |
| Liga Sorocabana      | Sorocaba              | SP     |
| Ponta Grossa         | Ponta Grossa          | PR     |
| São José dos Pinhais | São José dos Pinhais  | PR     |
| UNIFAE               | São João da Boa Vista | SP     |

## Regulamento
As oito equipes jogarão entre si, em turno e returno na primeira fase. Ao final dos dois turnos, as quatro primeiras se classificam para o Final four. Os vencedores das semifinais se enfrentam na grande decisão, enquanto os derrotados disputam o terceiro lugar. A semifinal, final e terceiro lugar serão disputados em partidas únicas.

## Fase de classificação
| Pos. | Equipe               | Pts | J  | V  | D  | PM   | PS   | Dif  | CD  | DSA |
| ---- | -------------------- | --- | -- | -- | -- | ---- | ---- | ---- | --- | --- |
| 1    | Cravinhos            | 25  | 14 | 11 | 3  | 995  | 843  | +152 |     |     |
| 2    | UNIFAE               | 24  | 14 | 10 | 4  | 949  | 900  | +49  |     |     |
| 3    | Ponta Grossa         | 23  | 14 | 9  | 5  | 1073 | 972  | +101 |     |     |
| 4    | Brusque              | 21  | 14 | 7  | 7  | 953  | 992  | -39  |     |     |
| 5    | Liga Sorocabana      | 20  | 14 | 6  | 8  | 904  | 913  | -9   |     |     |
| 6    | Araraquara           | 19  | 14 | 5  | 9  | 910  | 959  | -49  | 1-1 | +7  |
| 7    | São José dos Pinhais | 19  | 14 | 5  | 9  | 928  | 997  | -69  | 1-1 | -7  |
| 8    | Blackstar Joinville  | 17  | 14 | 3  | 11 | 929  | 1065 | -136 |     |     |

## Final four
Ponta Grossa
|  | Semifinais   | Semifinais   |     |            | Final               | Final |  |
|  |              |              |     |            |                     |       |  |
|  | 7 de junho   |              |     |            |                     |       |  |
|  | Cravinhos    | 68           |     |            |                     |       |  |
|  | Brusque      | 59           |     |            |                     |       |  |
|  |              |              |     |            |                     |       |  |
|  |              |              |     |            | 8 de junho          |       |  |
|  |              |              |     |            | Cravinhos           | 99    |  |
|  |              | Ponta Grossa | 109 |            |                     |       |  |
|  |              |              |     |            |                     |       |  |
|  |              |              |     |            |                     |       |  |
|  |              |              |     |            | Disputa do 3º lugar |       |  |
|  | 7 de junho   | 7 de junho   |     | 8 de junho | 8 de junho          |       |  |
|  | UNIFAE       | 55           |     | Brusque    | 55                  |       |  |
|  | Ponta Grossa | 73           |     |            | UNIFAE              | 67    |  |

## Premiação
| Campeonato Brasileiro de Clubes de 2019                    |
| ---------------------------------------------------------- |
| Ponta Grossa Campeão (2° título Brasileiro da 3.ª Divisão) |